# Henry Crew
Henry Crew (4 de junio de 1859 - 17 de febrero de 1953) fue un físico y astrónomo estadounidense.

## Biografía
Nacido en Richmond, Ohio, hijo de William H. Crew y Deborah Ann,  asistió a la escuela secundaria en Wilmington, Ohio, y luego se matriculó en la Universidad de Princeton en 1878. Se graduó con una licenciatura en física en 1882 y recibió una beca de posgrado en la universidad durante un año, que pasó en el laboratorio de Princeton. En 1883 viajó durante un semestre al extranjero para estudiar física en Berlín y regresó en 1884 para asistir a la escuela de posgrado en la Universidad Johns Hopkins. Tres años más tarde recibió un doctorado en física con una tesis sobre "Determinación Doppler del período de rotación del Sol para varias latitudes heliocéntricas".
Después de un período con un puesto asociado en física en Johns Hopkins, se convirtió en instructor asistente de física en Haverford College de 1888 a 1892. Durante su último año en Haverford, Henry Crew se casó con Helen C. Coale, graduada de Bryn Mawr College.   Luego se unió al personal del Observatorio Lick en 1892, pero pronto participó en la atmósfera política.   Ese año se le otorgó el puesto de profesor Fayerweather de física en la Universidad Northwestern, que aceptó. Permanecería en ese puesto hasta que se jubiló 41 años después en 1933.  Mientras estaba en Northwestern, fue elegido miembro de la Academia Nacional de Ciencias de los Estados Unidos, la Academia Estadounidense de las Artes y las Ciencias y la Sociedad Filosófica Estadounidense.
En 1930, se le concedió una licencia de Northwestern para aceptar un nombramiento en la Exposición Internacional del Siglo del Progreso celebrada en Chicago entre 1933 y 1934, donde fue jefe de la división de ciencias básicas.  Henry tuvo un hijo y dos hijas antes de que su esposa muriera en 1941. Su hijo William H. Crew se convertiría en físico.  Durante su carrera, Henry escribió una serie de obras sobre espectroscopia, historia de la ciencia y biografías de físicos, produciendo 123 artículos y 12 libros. Fue elegido presidente de la Sociedad Estadounidense de Física en 1909. En 1914 publicó, con Albert De Salvio, una traducción al inglés de Las dos nuevas ciencias de Galileo. Se desempeñó como presidente de la Sociedad de Historia de la Ciencia en 1930. En 1941 recibió la Medalla Oersted de la Asociación Estadounidense de Profesores de Física. Fue nombrado Caballero de la Orden de la Corona de Italia y recibió un título honorario de la Universidad de Michigan en 1914, luego de Princeton en 1922 y de Northwestern en 1937.